# Owatonna
Owatonna is een plaats (city) in de Amerikaanse staat Minnesota, en valt bestuurlijk gezien onder Steele County.

## Demografie
Bij de volkstelling in 2000 werd het aantal inwoners vastgesteld op 22.434.
In 2006 is het aantal inwoners door het United States Census Bureau geschat op 24.533, een stijging van 2099 (9.4%).

## Geografie
Volgens het United States Census Bureau beslaat de plaats een oppervlakte van
32,8 km², waarvan 32,6 km² land en 0,2 km² water. Owatonna ligt op ongeveer 358 m boven zeeniveau.

## Plaatsen in de nabije omgeving
De onderstaande figuur toont nabijgelegen plaatsen in een straal van 24 km rond Owatonna.

## Geboren in Owatonna
- E.G. Marshall (1914-1998), acteur
- Adam Young (5 juli 1986), muzikant en producer